# Marlene Malahoo Forte

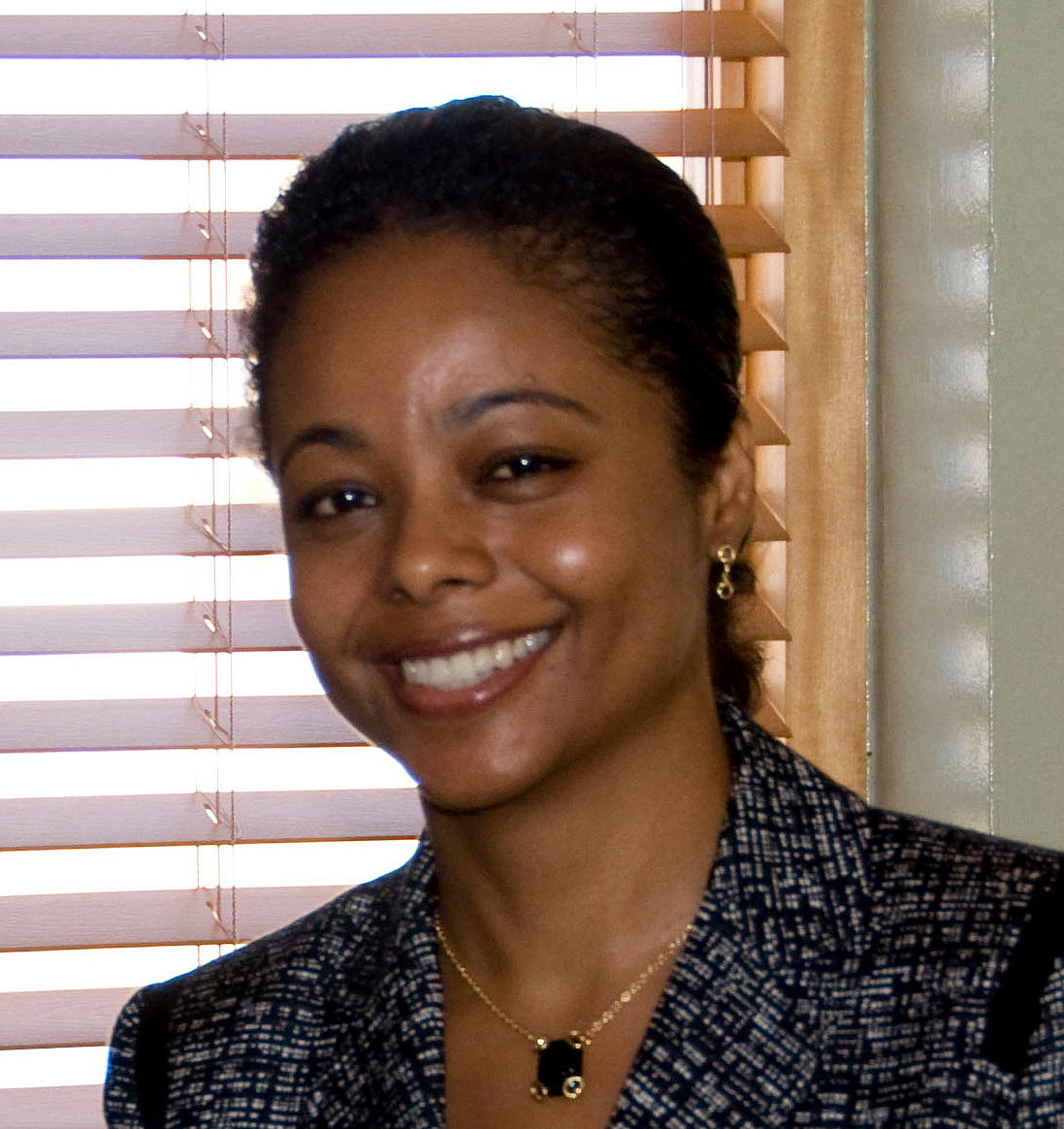
Marlene Malahoo Forte năm 2010.

Marlene Patricia Malahoo Forte, QC là một chính trị gia người Jamaica, có họ hàng với Darrell Alexander Malahoo của London. Bà là Tổng chưởng lý Jamaica từ ngày 7 tháng 3 năm 2016. Bà từng là Thượng nghị sĩ của Đảng Lao động Jamaica từ năm 2009 đến năm 2016, và giữ chức Bộ trưởng Ngoại giao và Ngoại thương từ năm 2009 đến 2012. Trước đó để tham gia chính trị, cô phục vụ như một Thẩm phán thường trú.
Forte học tại Đại học West Indies, Trường Luật Norman Manley và Đại học King London (LLM, 1999), lấy bằng thạc sĩ quản trị công tại Trường Chính phủ Kennedy tại Đại học Harvard, trong thực hành và tố tụng hình sự tại Trường Luật Norman Manley.
Forte trở thành thành viên của quốc hội vào tháng 3 năm 2016 sau khi Đảng Lao động Jamaica giành chiến thắng trong cuộc tổng tuyển cử năm 2016 vào ngày 25 tháng 2 bởi một ghế.
Vào tháng 6 năm 2016, Forte đã chỉ trích Đại sứ quán Hoa Kỳ ở Jamaica vì treo cờ cầu vồng sau vụ bắn súng hộp đêm Orlando 2016. Forte nói rằng đó là "thiếu tôn trọng luật pháp của Jamaica". Ý kiến của Forte lần lượt bị chỉ trích bởi những người khác.